# Bénédiction nuptiale
La bénédiction du mariage dans le protestantisme diffère du mariage dans les autres confession chrétiennes en ce qu'il n'est pas un sacrement. Le mariage est un acte civil qui se conclut à la mairie, et les époux sont déjà mariés en entrant dans le temple ou l'église protestante. Les pasteurs, hommes et femmes, peuvent aussi se marier.

## Liturgie
Les Églises protestantes elles célèbrent une liturgie spécifique pendant laquelle les époux échangent des promesses mutuelles et le pasteur demande la bénédiction divine sur la vie conjugale et familiale. Les bénédictions de deuxièmes mariages, après un veuvage ou un divorce, sont possibles.

## Mariage mixte
Les mariages mixtes avec un conjoint non-croyant (athée ou agnostique) ou de religion chrétienne mais de confession différente (mariage œcuméniques), ne posent pas de problèmes. Les mariages mixtes avec un conjoint de religion différente sont acceptés par l’Église, qui propose alors un accompagnement spécialisé en veillant à ce que les convictions de chacun soient respectées. Le problème est en général dans la religion de l'autre famille, non protestante,.

## Mariage homosexuel
Dans certains pays occidentaux, des églises réformées et luthériennes ont accepté que leurs pasteurs puissent, s'ils le souhaitent, célébrer des bénédictions de mariage entre personnes homosexuelles. C'est notamment le cas de l'Église de Suède depuis 2009, de la Mission populaire évangélique de France, de l'Église protestante unie de France, de Union des Églises protestantes d'Alsace et de Lorraine, de Église de Norvège, de l'Église du Danemark, de l'Église protestante unie de Belgique, de l'Église évangélique vaudoise en Italie, de Église réformée en Autriche, de l'Église évangélique réformée du canton de Vaud,,. Les Églises évangéliques conservatrices le refusent.